# Itálico Marcon
Itálico Marcon (Garibaldi, 20 de dezembro de 1938) é um historiador, crítico literário e poeta brasileiro, tendo também desenvolvido carreira na magistratura pública.
Filho dos imigrantes italianos Pedro Marcon e Lúcia Inês Manente, fez seus primeiros estudos em Garibaldi e depois matriculou-se no Colégio do Rosário em Porto Alegre, onde se tornou membro e presidente em 1957 do Grêmio Literário Carlos de Laet. Em 1960 juntou-se ao grupo Nova Geração, iniciando sua atividade como crítico literário em artigos nos jornais Diário de Notícias e Jornal do Dia. Em 1965 lançou O universo poético de Mansueto Bernardi, até hoje considerado uma de suas obras principais. Pedro Vergara, comentando-a, disse que "sem margem de erro, nestas páginas desponta um crítico da mais legítima autenticidade, estuante de impulsos para o conhecimento e a verdade; um espírito vigoroso, armado de um desejo profundo de ver e sentir, e para o qual se devem dirigir, desde já, as atenções e as esperanças da vida literária, nacional e rio-grandense". Produziria vários outros trabalhos sobre Bernardi, sendo um grande estudioso de sua vida e obra. Coordenou, junto com Rovílio Costa, a edição de suas obras completas, publicação que é a principal referência sobre este escritor.
Outros ensaios apareceram nesta década, e em 1969 publicou seu primeiro livro de poesia, Tempo de exílio. Para Vergara, sua obra poética é banhada de um sentimento lírico e elegíaco, penetrado de filosofia humanista, e , em contraste com sua prosa "espelhante, clara e transparente", produz uma poesia "sutil, densa de profundidade, e reservada e esquiva, como algo que foge e se retrai, e custa a confessar-se e render-se", "como a terra que houvesse recebido um banho de água lustral para poder colher o sol e purificar-se". Para o poeta, a poesia seria "uma condição de viver, o alimento de cada dia". Falando de Tempo de Exílio, disse que "é um admirável e imprevisto livro, onde vem cantando a mais bela poesia do Rio Grande do Sul nestes últimos tempos. [...] De repente, Itálico Marcon, como numa rajada luminosa na profundeza da noite, [...] se colocou na plana dos poetas sul-rio-grandenses e brasileiros de mais nítida e mais fúlgida evidência". Para Mário Gardelin, ele é movido por um "fogo sagrado", que o faz transcender os sofrimentos e limitações do homem e revelar em suas imagens uma luminosidade solar.
Na década de 1970, quando foi comemorado o centenário da imigração italiana no Rio Grande do Sul, passou a trabalhar com historiografia da colonização, publicando vários trabalhos que constituem significativa contribuição para a cultura do estado. Foi membro da Comissão Executiva do Centenário da Imigração Italiana e junto com Antônio Mottin coordenou a edição da coleção Estante do Centenário da Imigração Italiana, um importante legado historiográfico. Foi também membro da comissão julgadora dos trabalhos comemorativos do centenário de Alfredo Chaves.
Mais tarde dedicou-se ainda a ensaios filosóficos. Manteve uma das maiores bibliotecas privadas do Brasil, e em 2009 doou 180 mil volumes para o projeto Banco de Livros, voltado à criação de bibliotecas em comunidades carentes.
Formou-se em Direito em 1962 pela Pontifícia Universidade Católica do Rio Grande do Sul e foi nomeado procurador de justiça do Ministério Público do Rio Grande do Sul em 1963, mediante concurso. Dirigiu a Revista do Ministério Público. Foi membro do Conselho Estadual de Cultura, do Conselho Editorial da editora da Escola Superior de Teologia São Lourenço de Brindes, da Academia Rio-Grandense de Letras, do Centro Cultural Ítalo-Brasileiro Dante Alighieri, do Círculo de Pesquisas Literárias de Porto Alegre, da Associação Gaúcha de Escritores e da Associação Rio-Grandense de Imprensa.
Deixou vários livros, prefácios para livros alheios, e numerosos artigos em revistas e jornais do Brasil e do exterior. Entre suas principais publicações estão:
- O universo poético de Manuseto Bernardi, 1965
- Guilhermino César ou da poesia áspera, vivida e desolada, 1968
- Tempo de exílio, 1969
- Ave de rapina, 1971
- A deriva do homem, 1971
- Coleção Estante do Centenário da Imigração Italiana, 1975, coordenação (com Antônio Mottin)
- Obras completas de Mansueto Bernardi, organização, fixação de texto e ensaios críticos, 10 volumes, 1980-1982 (com Rovílio Costa)
- Imigração italiana no Rio Grande do Sul: fontes históricas, 1988 (com Rovílio Costa)
- Eduardo Guimaraens ou da plenitude poética, 1990
- O partido da poesia: um novo humanismo, 1993